# Sulforaphane
Le sulforaphane est un composé organosulfuré du groupe des isothiocyanates que l’on trouve dans des légumes crucifères, comme les brocolis, les choux de Bruxelles ou les choux-fleurs.
Le sulforaphane se forme lorsque son précurseur, la glucoraphanine, composé organique de la famille des glucosinolates, est transformée par une enzyme, la myrosinase, à la suite de dommages infligés à la plante (par exemple en la mâchant), ce qui permet à l'enzyme et à son substrat de se combiner et de réagir.

## Plantes contenant du sulforaphane
Le précurseur du sulforaphane et l'enzyme ont été identifiés dans les pousses de brocoli, qui, parmi les crucifères, en ont la plus forte concentration. On les trouve également dans les choux de Bruxelles, le chou, le chou-fleur, le chou de Chine, le chou frisé, le chou cavalier, le brocoli chinois, le brocoli-rave, le chou-rave, la moutarde, le navet, les radis, la roquette et le cresson.
Cependant, la cuisson détruit la myrosinase, ce qui empêche la formation de sulforaphane. Une solution consiste à hacher le légume 40 minutes avant cuisson, ou à rajouter l'enzyme après cuisson, par exemple avec des graines de moutarde broyées ou un morceau du légume cru.

## Recherche
Le sulforaphane a attiré l'attention des chercheurs pour ses propriétés antioxydantes, qui peuvent persister pendant des heures après l'ingestion. En effet, contrairement aux antioxydants directs qui sont détruits après avoir réagi avec les radicaux libres, le sulforaphane continue d'exercer son activité et d'induire l'expression d'enzymes de phase II du métabolisme des xénobiotiques.
Des travaux sur le sulforaphane semblent montrer des effets bénéfiques sur certaines maladies, y compris les maladies neuro-évolutives et la prévention des cancers (et des métastases) mais les résultats sont contradictoires,. Il semblerait que les activités chimiopréventives du sulforaphane reposent sur sa capacité à inhiber des enzymes de phase I du métabolisme des xénobiotiques, et à induire l'expression d'enzymes de phase II comme les glutathion-S-transférases (GST), la NAD(P)H quinone réductase, l'époxyde hydrolase, l'hème oxygénase ou encore l'UDP-glucuronosyltransférase,,,.
Sur des modèles animaux, le sulforaphane semble avoir un effet protecteur vis-à-vis des atteintes rénales liées au diabète. Il pourrait aussi avoir un effet neuroprotecteur du même type que celui de l'interleukine 10 pour faciliter la récupération de la moelle épinière lors de traumatisme médullaire .
Le sulforaphane semble également avoir un intérêt dans l'élimination des polluants atmosphériques. En effet, une étude menée chez l'Homme a mis en évidence la forte augmentation des enzymes de détoxication au niveau des voies respiratoires à la suite de la prise orale d'une préparation obtenue à partir de 200 grammes de brocoli. Ces résultats ont été confirmés récemment par une étude clinique randomisée dans laquelle la prise d'une préparation à base de sulforaphane a permis d'améliorer l'élimination de polluants comme le benzène et l'acroléine. De plus, le sulforaphane diminue la production de cytokines pro-inflammatoires dans les voies respiratoires et protège les cellules épithéliales pulmonaires de l'inflammation générée par les particules diesel,.